# Лопес, Давид
Давид Лопес Морено (исп. David López Moreno; род. 10 сентября 1982[…], Логроньо) — испанский футболист, полузащитник.

## Биография
Давид Лопес является воспитанником футбольного клуба «Осасуна». Он выступал за молодёжный состав, затем за вторую команду и в 2004 году попал в основной состав. Вскоре Лопес стал одним из ключевых игроков клуба. Особенно запоминающимся был сезон 2006/07, в котором «Осасуна» впервые играла квалификации Лиги чемпионов и дошла до полуфинала Кубка УЕФА. Всего за три года в «Осасуне» Давид Лопес принял участие в 78 матчах чемпионата Испании.
В 2007 году Лопес перешёл в «Атлетик Бильбао», заплативший за него 6 млн евро. Он быстро вписался в новую команду и в следующие четыре года являлся одним из основных её игроков. Приход на должность главного тренера «Атлетика» Марсело Бьелсы в 2011 году изменил положение Лопеса в команде. Он не вписывался в тренерские планы и в сезоне 2011/12 редко появлялся на поле, в основном выходя на замены. Летом 2012 года Лопес договорился с клубом о досрочном расторжении своего контракта, который был рассчитан ещё на три года, и покинул «Атлетик», за который сыграл более 120 матчей.
Став свободным агентом, в августе 2012 года Лопес перешёл в английский клуб «Брайтон энд Хоув Альбион», выступавший в чемпионате Футбольной лиги. Его контракт с клубом был подписан на год, однако через год он подписал ещё один годичный контракт. За два сезона в клубе Лопес сыграл 67 матчей и забил 12 голов в чемпионате Футбольной лиги.
В августе 2014 года Лопес вернулся в Испанию. В статусе свободного агента он подписал двухлетнее соглашение с клубом «Луго», представляющим второй дивизион чемпионата Испании. Летом 2016 года Лопес стал свободным агентом.